# Coupe d'Algérie de basket-ball 2016-2017
Navigation
Coupe d'Algérie 2015-2016 Coupe d'Algérie 2017-2018
La Coupe d'Algérie 2016-2017 est la 46e édition de la Coupe d'Algérie de basket-ball, compétition à élimination directe mettant aux prises des clubs de basket-ball amateurs et professionnels affiliés à la fédération algérienne de basket-ball.
Le tenant du titre est l'GS Pétroliers

## Résultats

### Seizièmes de finale
13 et 14 janvier 2017.:*osbba/irbba 49/53...abskikda/mcsaida 58/45...jrbchlef/ps eleulma 39/73...rcconst /mtsetif 86/64...cscgué de const / rouiba c b  69/91...crb dar beida /tra draria  96/73....***nb staoueli //usmalger 86/59..(match retard joue le mardi07/02/2017......clubs qualifiees par forfait de leurs adverssaires;mscherchell.(cobboran; ff).usmblida (esb ouargla;f f )... obatna (jsb m'sila ;f f ) cssmb ouargla .(mooouargla;f f)..oms miliana  (aspttoran ;f f).woboufarik .(us biskra;f f ).. nahusseindey .ussetif  gspetrolier (tenant du trophée) 

### Huitièmes de finale
1/8f: 7/4/2017;a15h 00;a staoueli ;usmrouiba c b (78/67)..a blida ; oms milana /nahd (63/71)... a bordj ba ; rc constantine /gsp (62/96).....samedi 8 avril 2017 a 15h00 a constantine ;ussetif /ir bordj bou arreridj (75/70)....a bordj b a ;woboufarik/ps el eulma (58/60).... a 17h00: a bba; nb staouéli /o batna (81/77)....ab skikda /ms chrchell (20/00) par forfait ......crb dar beida ............bat son adverssaire par forfait d' avance 
| Date                 | Équipe à domicile | Équipe à l'extérieur  | Score               | Lieu        |
| -------------------- | ----------------- | --------------------- | ------------------- | ----------- |
| 7 avril 2017 à 15h00 | USM Rouiba        | CB                    | 78 - 67             | Staoueli    |
| 7 avril 2017         | OMS Miliana       | NAHD                  | 63 - 71             | Blida       |
| 7 avril 2017         | RC Constantine    | GS Pétrolier          | 62 - 96             | Bordj B A   |
| 8 avril 2017 à 15h00 | US Setif          | IR Bordj bou arreridj | 75 - 70             | Constantine |
| 8 avril 2017 à 15h00 | WB Boufarik       | PS El Eulma           | 58 - 60             | Bordj B A   |
| 8 avril 2017 a 17h00 | NB Staouéli       | O Batna               | 81 - 77             | Bordj B A   |
| 8 avril 2017 à ...   | AB Skikda         | MS Cherchell          | 20 - 00 par forfait | -           |
| 8 avril 2017 à ....  | CRB Dar Beida     | csmbbouargla          | 20-00               |             |

CRB Dar Beida bat son adversaire csmbb ouargla  par forfait d'avance

### Quarts de finale
| Date        | Équipe à domicile | Équipe à l'extérieur          | Score   | Lieu      |
| ----------- | ----------------- | ----------------------------- | ------- | --------- |
| 6 mai 2017  | PS El-Eulma       | CRB Dar Beida                 | 43 - 65 |           |
| mai 2017    | NB Staoueli       | AB Skikda                     | 83 - 48 |           |
| mai 2017    | USM Blida         | GS Pétrolier                  | 49 - 97 |           |
| 16 mai 2017 | US Sétif          | NA Hussein Dey (match retard) | 67 - 62 | Bordj B.A |

### Demi-finales
| Date                 | Équipe à domicile | Équipe à l'extérieur | Score | Lieu                                  |
| -------------------- | ----------------- | -------------------- | ----- | ------------------------------------- |
| 17 juin 2017 à 22h30 | CRB Dar Beida     | US Setif             | 62-64 | Si Mustapha (Zemmouri - W. Boumerdes) |
| 18 juin 2017 à 22h30 | GS petrolier      | NB Staouéli          | 75-56 | Si Mustapha (Zemmouri - W. Boumerdes) |

### Finale de la coupe
| Date                         | Équipe à domicile | Équipe à l'extérieur | Score | Score Mi-temps | Lieu                                  | Diffusion           |
| ---------------------------- | ----------------- | -------------------- | ----- | -------------- | ------------------------------------- | ------------------- |
| Jeudi 6 juillet 2017 à 18h12 | GS Pétroliers     | US Sétif             | 62-52 | 36-25          | Salle Tahar Belakhder Cheraga (Alger) | EPTV/ Canal Algérie |